# Ташли-Шаріпово
Ташли́-Шарі́пово (рос. Ташлы-Шарипово, башк. Ташлы-Шәрип) — село у складі Давлекановського району Башкортостану, Росія. Входить до складу Імай-Кармалинської сільської ради.
Населення — 344 особи (2010; 363 в 2002).
Національний склад:
- татари — 86 %